# Taiwa confusa
Taiwa confusa is een vlinder uit de familie van de tandvlinders (Notodontidae). De wetenschappelijke naam van de soort is voor het eerst geldig gepubliceerd in 1910 door Wileman.